# Nectamia similis
Nectamia similis és una espècie de peix pertanyent a la família dels apogònids.

## Morfologia
Pot arribar a fer 6,3 cm de llargària màxima. Presenta una franja estreta i pàl·lida a l'opercle que arriba fins a la part superior del preopercle. Té unes poques franges pàl·lides i estretes al cos. Peduncle caudal amb una franja ampla i fosca.

## Hàbitat
És un peix marí, associat als esculls i de clima tropical (15°N-13°S, 105°E-155°E).

## Distribució geogràfica
Es troba al Pacífic occidental: des d'Indonèsia fins a les illes Filipines i la Micronèsia.

## Observacions
És inofensiu per als humans.